# Wanli (Nouveau Taipei)
Wanli (chinois traditionnel : 萬里區 ; pinyin : Wànlǐ Qū ; en basay : Masu) est un district rural de la municipalité du Nouveau Taipei, situé sur le littoral rocailleux du nord-est de l'île de Taïwan. Le district est une destination touristique populaire pour son parc niché au cap Yehliu qui expose des cheminées de fée datant du Miocène. L'affleurement connu sous le nom « La tête de la Reine » est aussi bien un symbole de Taïwan que la « marque de fabrique » du district. De plus, la région se caractérise par ses sources chaudes.

## Histoire
Le village de Masu (瑪鋉) fut habité par les aborigènes taïwanais avant l'ère de colonisation des européens. La région fut contrôlée par les espagnols qui furent chassés par les hollandais par la suite mais elle commença à se développer lorsque les hokkien établirent des pêcheries.
Koxinga, un loyaliste de l'Empire Ming, débarqua ses troupes à Wanli en 1661 afin d'expulser les hollandais de leurs forteresses au nord de l'île, tandis que leur principale place forte à Tainan était sous siège.
À la suite de la conquête de l'île par l'Empire Qing en 1683, la région fut incorporée dans au sein du comté de Zhuluo. En 1875, elle fut un membre de la sous-préfecture de Kimpauli et de Keelung.
En 1891, sous la tutelle des Qing, Masu fut détruit par des troupes militaires afin de punir les habitants d'avoir effectuer des raids sur les producteurs de camphre et des soldats près du village de Tokoham (aujourd'hui Daxi).
Lorsque les japonais prirent le contrôle de Taïwan en 1895, Wanli (ou Banri en japonais) fut administré par la sous-préfecture de Kīrun, au sein de la préfecture de Taihoku. En 1901, une réorganisation de la préfecture de Taihoku entraîna une subdivision en préfectures plus petites, et Banri fut incorporé au sein de la sous-préfecture de Kimpauli, au sein de la préfecture de Kīrun. En 1909, cette entité se fusionna avec la préfecture de Taihoku. Cette situation demeura ainsi jusqu'à la prise de contrôle de l'administration par la République de Chine et la fin de la Seconde guerre mondiale : la préfecture de Taihoku devint le comté de Taipei et le village de Banri, le canton de Wanli.

## Géographie
- Superficie : 63,38 km2
- Population : 22 634 habitants (janvier 2016)

Le district de Wanli est limitrophe du district de Jinshan au nord-ouest, des districts d'Anle et de Qidu (municipalité de Keelung) à l'est, du district de Xizhi au sud (Nouveau Taipei) et du district de Shilin au sud-ouest. Son littoral, au nord-est, est bordé par l'océan Pacifique. La topographie de la région se caractérise par un littoral rocailleux et un arrière-pays montagneux et forestier. 

## Administration
Le district de Wanli se subdivise en 10 villages:
- Beiji (北基里)
- Dapeng (大鵬里)
- Guihou (龜吼里)
- Huangtan (磺潭里)
- Kanjiao (崁腳里)
- Shuangxing (雙興里)
- Wanli (萬里里)
- Xidi (溪底里)
- Yehliu (野柳里)
- Zhongfu (中幅里)[3]

Avant sa réorganisation en 2010, le canton de Wanli élisait son propre maire, mais désormais en tant que district du Nouveau Taipei, un gouverneur est nommé par le maire du Nouveau Taipei.

## Économie
Élevage de crabes : En 2012, le gouvernement a créé la marque « Wanli Crab » afin de stimuler les ventes.

## Infrastructure
La centrale nucléaire de Kuosheng opérationnelle depuis 1981 est sur son territoire.

## Attractions touristiques
- Yehliu
- Yehliu Ocean World
- Feicui Bay (翡翠灣)
- Village UFO de Wanli qui expose une grande variété de maisons Futuro et Venturo.

## Personnalités liées au district
- Huang Yee-ling, chanteuse
- William Lai, Premier Ministre de la République de Chine
- Lai Ching-te, homme d'État